# Млынув (станция метро)
Млынув (Młynów, с пол. — «Млынов», Мельничное) — станция линии M2 Варшавского метрополитена. Располагается в районе Воля возле улицы Русалки. Открытие станции состоялось 4 апреля 2020 года в составе участка Рондо Дашиньскего — Ксенця Януша.

## История

### Название и расположение
26 ноября 2011 года был объявлен конкурс архитектурно-строительной концепции первой очереди западного и северо-восточного участков линии II Варшавского метрополитена. 25 июня 2012 года он был завершён, а 21 сентября 2012 года были подписаны контракты с победителями. Задание на проектирование трех станций на западном участке было поручено конструкторскому бюро „Metroprojekt”. В то время станция имела рабочее название Мочидло (пол. Moczydło) и получила обозначение С7. Первоначально станция должна была быть построена в районе Воля в парке Мочидло на пересечении улицы Гурчевской и аллеи Примаса Тысячелетия. Позже местоположение станции было изменено дважды, а окончательное расположение утверждено возле улицы Русалки. В сентябре 2013 года городской совет утвердил топоним Млынув в качестве названия будущей станции, отклонив, между тем, предложенное название Коло-Млынув (пол. Koło-Młynów).
Станция образует транспортно-пересадочный узел с железнодорожной станцией Варшава-Коло, которая была перестроена в 2017-2018 годах и открыта под новым названием Варшава-Млынув.

### Строительство
Подрядчик при строительстве, турецкая компания Gülermak, выиграла тендер, объявленный 29 октября 2015 года . 19 сентября 2016 года Мазовецкий воевода Здзислав Сипьера выдал разрешение на строительство станции Млынув. 29 сентября 2016 года был подписан договор на строительство станции . Строительные работы начались 26 ноября 2016 года, после перекрытия улицы Гурчевской. В первые месяцы проводились работы по переносу подземных сооружений и коммуникаций. В апреле 2017 года началось строительство стен станции по технологии стены в грунте. В июле начались первые раскопки, а в сентябре были начаты железобетонные работы по возведению потолка станции. Во второй половине августа начались раскопки методом «под потолком» на уровне -1, соответствующего расположению будущего вестибюля . В октябре, после завершения первых работ в восточной части станции, начались работы по раскопкам на уровне -2, соответствующего местоположению будущей платформы и путей.
Станция открыта для пассажиров 4 апреля 2020 года.
Длина станции составляет 168,2 м, а общая площадь объекта составляет 56 636 м³[прояснить].